# Pedro Rosales Dean
Pedro Rosales Dean (Sinh 1930) là một Giám mục người Philippines của Giáo hội Công giáo Rôma. Ông nguyên là Tổng giám mục chính tòa Tổng giáo phận Palo. Trước đó, ông cũng đàm nhận nhiều vai trò khác như Giám mục chính tòa Gáio phận Tagum và Giám mục phụ tá Tổng giáo phận Davao.

## Tiểu sử
Tổng giám mục Pedro Rosales Dean sinh ngày 21 tháng 2 năm 1930 tại Calbayog, thuộc Philippines. Sau quá trình tu học dài hạn tại các cơ sở chủng viện theo quy định của Giáo luật, ngày 30 tháng 11 năm 1956, Phó tế Rosales Dean tiến đến việc được truyền chức linh mục. Cử hành nghi thức truyền chức là Tổng giám mục Tổng giáo phận Cebu Julio Rosales y Ras.
Sau hơn 20 năm thực hiện các hoạt độngt mục vụ trên cương vị là một linh mục, ngày 12 tháng 12 năm 1977, tin tức từ Tòa Thánh được công bố, loan báo việc việc Giáo hoàng đã quyết định bổ sung linh mục Pedro Rosales Dean, 47 tuổi, vào hàng ngũ các giám mục, cụ thể với chức vị Giám mục Phụ tá Tổng giáo phận Davao và danh hiệu Giám mục Hiệu tòa Thuccabora. Lễ tấn phong cho vị tân chức được cử hành sau đó vào ngày 25 tháng 1 năm 1978, với phần nghi thức chính yếu của việc truyền chức được cử hành trọng thể bởi ba giáo sĩ cấp cao. Chủ phong cho vị tân chức là Hồng y Julio Rosales y Ras, Tổng giám mục Cebu. Hai vị khác trong vai trò phụ phong gồm có Tổng giám mục Antonio Lloren Mabutas, Tổng giám mục Tổng giáo phận Davao và Giám mục Teotimo Cruel Pacis, C.M., Giám mục chính tòa Giáo phận Legazpi. Tân giám mục chọn cho mình châm ngôn:Unitas in caritate.
Hơn hai năm trên cương vị là một Giám mục Phụ tá tại Cebu của Giám mục Dean chấm dứt bằng quyết định ấn kí và công bố ngày 23 tháng 7 năm 1980, chuyển Giám mục Dean làm Địa phận Tagum. Sau đó ít tháng, ngày 11 tháng 10 năm 1980, Địa phận Tagum nâng cấp thành Giáo phận, Giám mục Dean được tái bổ nhiệm với chức danh mới là Giám mục chính tòa.
Đúng năm năm sau khi trở thành Giám mục chính tòa Tagum, giám mục Dean một lần nữa thay đổi chức vụ bằng quyết định được công bố vào ngày 12 tháng 10 năm 1985, qua đó thăng Giám mục Pedro Rosales Dean làm Tổng giám mục, chúc vị chính thức là Tổng giám mục chính tòa Tổng giáo phận Palo.
Sau hơn 20 năm đứng đầu giáo phận Palo, ngày 18 tháng 3 năm 2006, Tòa Thánh loan báo đã chấp thuận đơn xin từ nhiệm của Tổng giám mục Dean vì lý do tuổi tác theo Giáo luật.